# 고질라 20 - 고질라 대 모수라
고질라 20 - 고질라 대 모수라(Godzilla Vs. Mothra)는 일본에서 제작된 오카와라 타카오 감독의 1992년 영화이다. 코바야시 아키지 등이 주연으로 출연하였고 토미야마 쇼고 등이 제작에 참여하였다.

## 출연

### 주연
- 코바야시 아키지
- 베쇼 테츠야
- 고바야시 사토미
- 무라타 타케히로

### 조연
- 이마무라 케이코
- 오다카 메구미
- 오오사와 사야카
- 오오타케 마코토
- 사츠마 켄파치로
- 타카라다 아키라